# Distretti della Repubblica Ceca

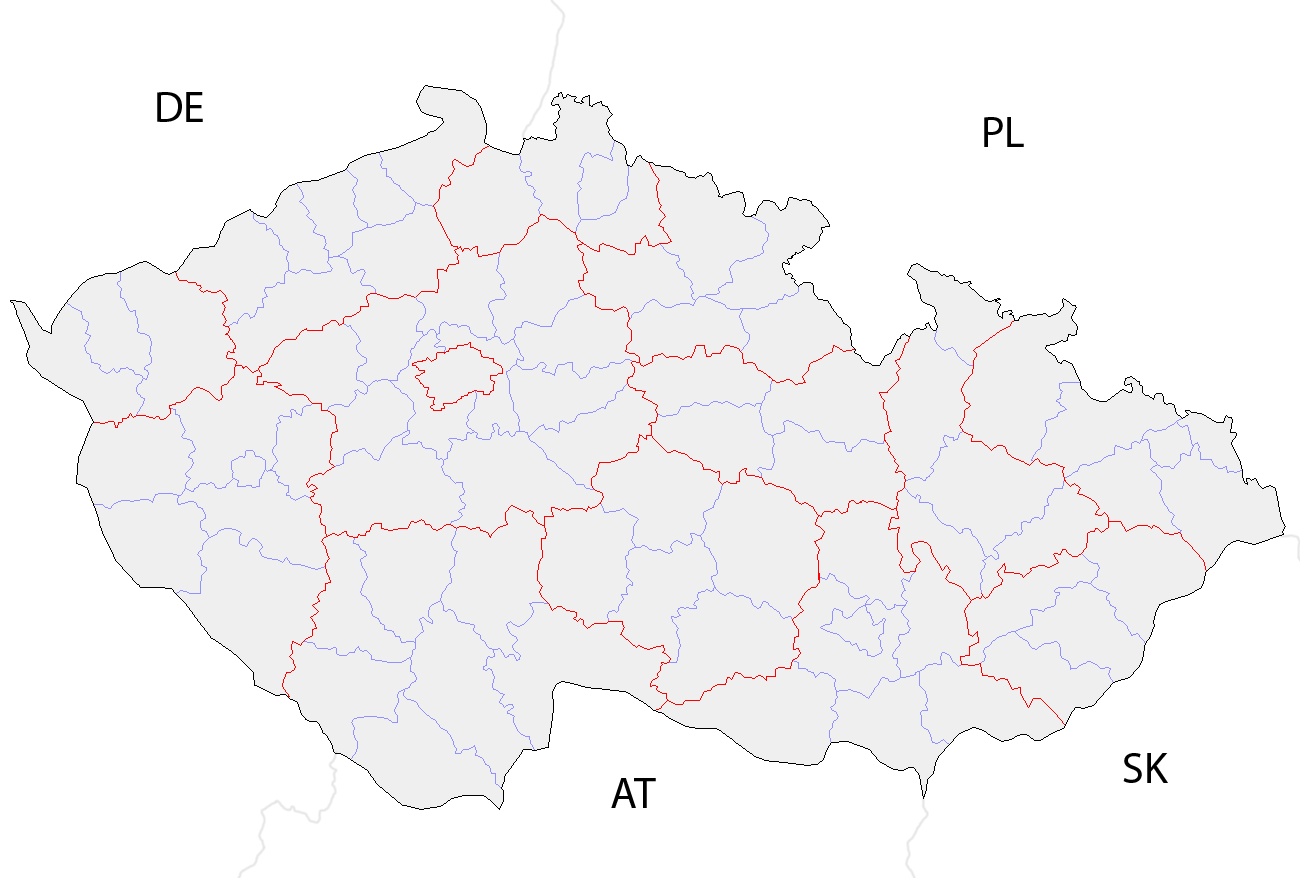
Distretti della Repubblica Ceca

I distretti della Repubblica Ceca costituivano la suddivisione amministrativa di secondo livello del Paese fino alla fine del 2002. Il Paese era suddiviso in 73 distretti (okresy) e 3 città statutarie con lo status di distretto (Brno, Ostrava e Plzeň). La città di Praga invece è parificata alle regioni (Hlavní město Praha); ciascun distretto formava un livello intermedio di governo locale, tra la regione (kraje) e i comuni (obece).
Dal primo gennaio 2003 gli uffici dei distretti sono stati chiusi passando le competenze a livello comunale. Da quella data i distretti rimangono solo come notazione geografica e non più politica.

## Lista

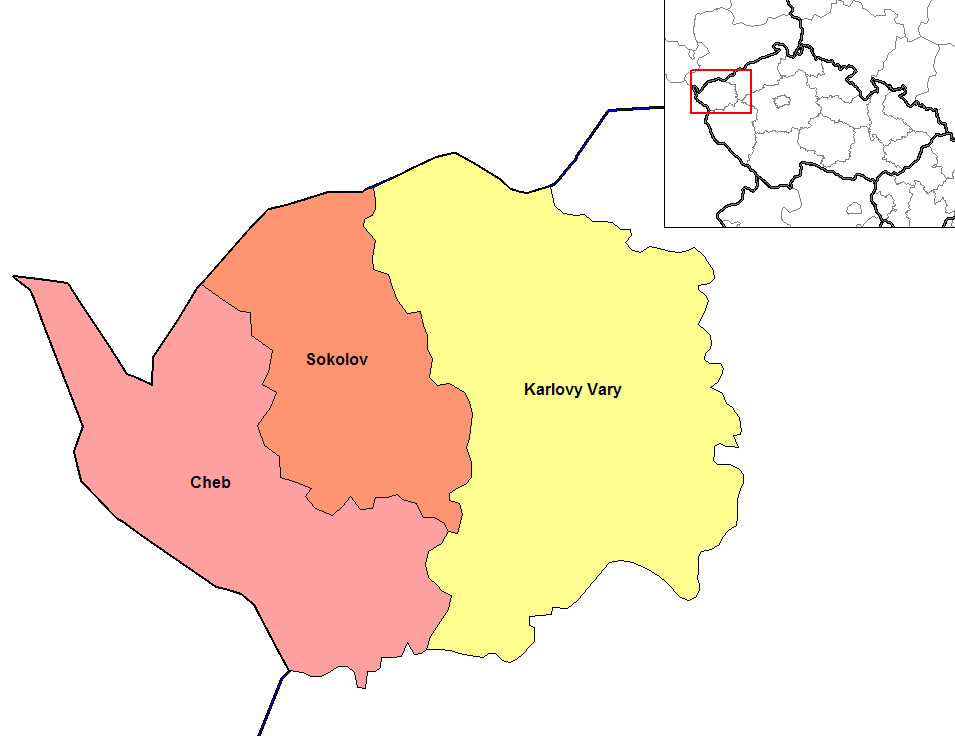
Distretti della regione di Karlovy Vary

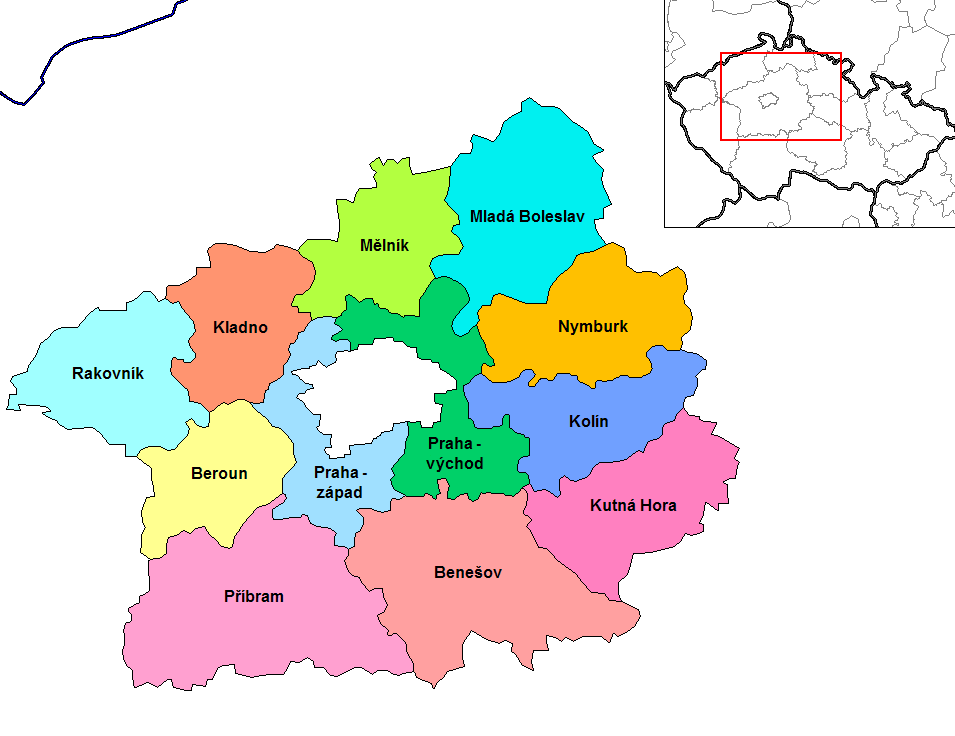
Distretti della Boemia Centrale

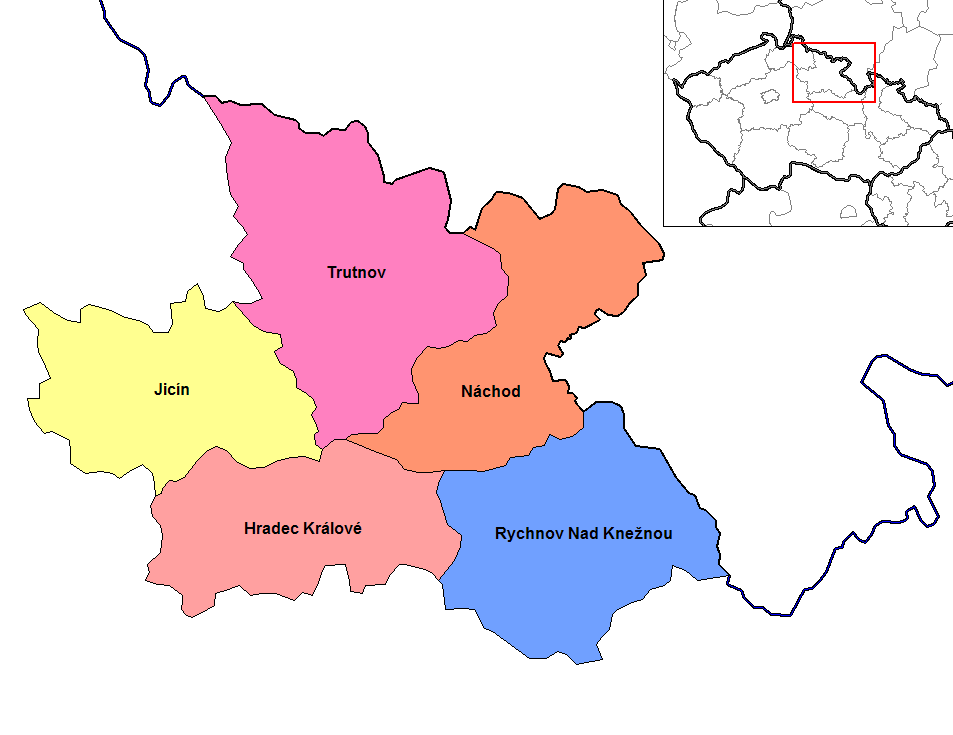
Distretti della regione di Hradec Kralove

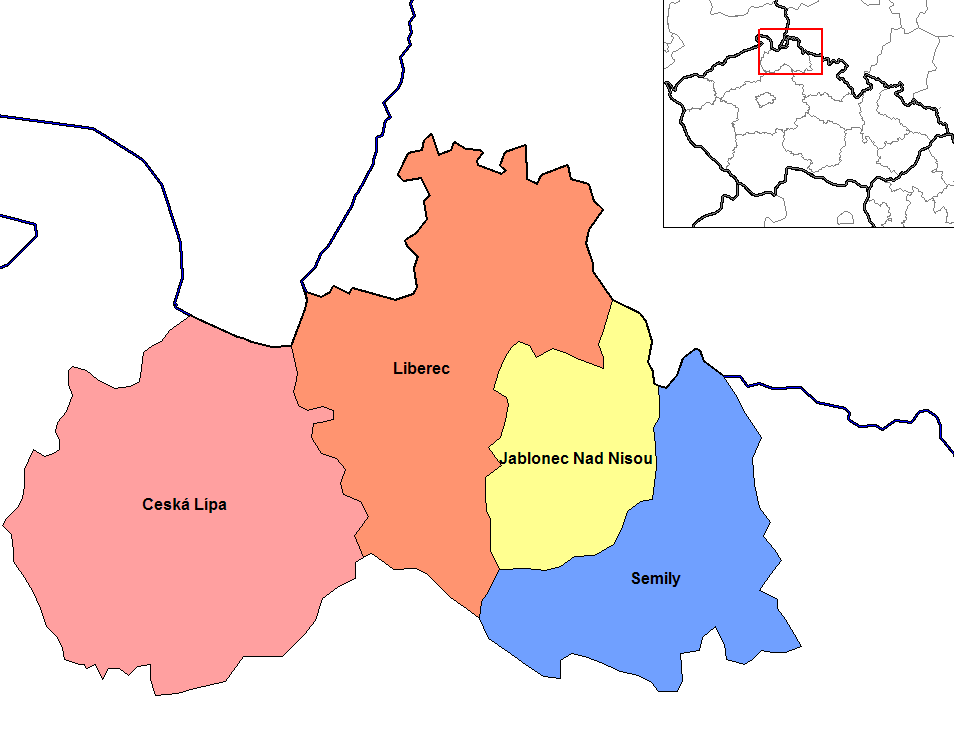
Distretti della regione di Liberec

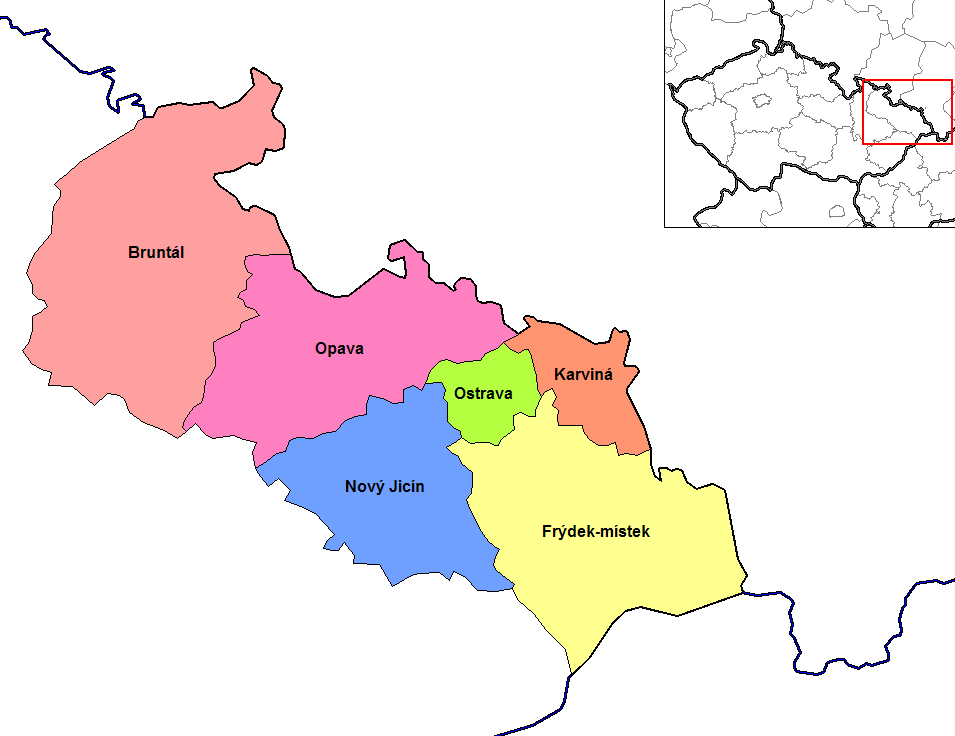
Distretti della Moravia-Silesia

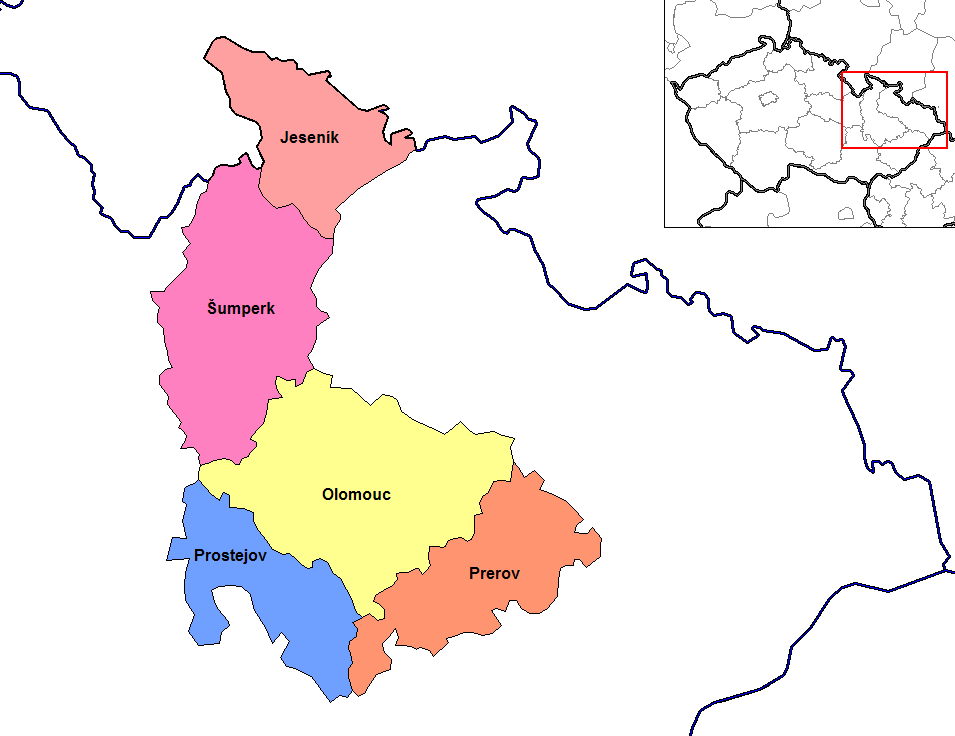
Distretti della regione di Olomouc

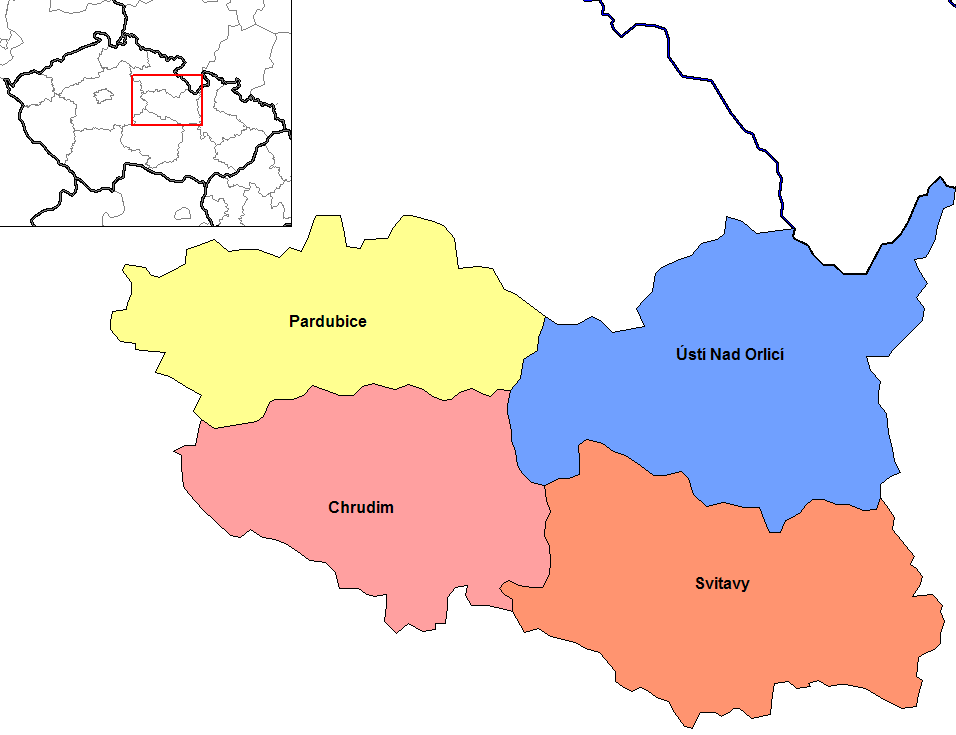
Distretti della regione di Pardubice

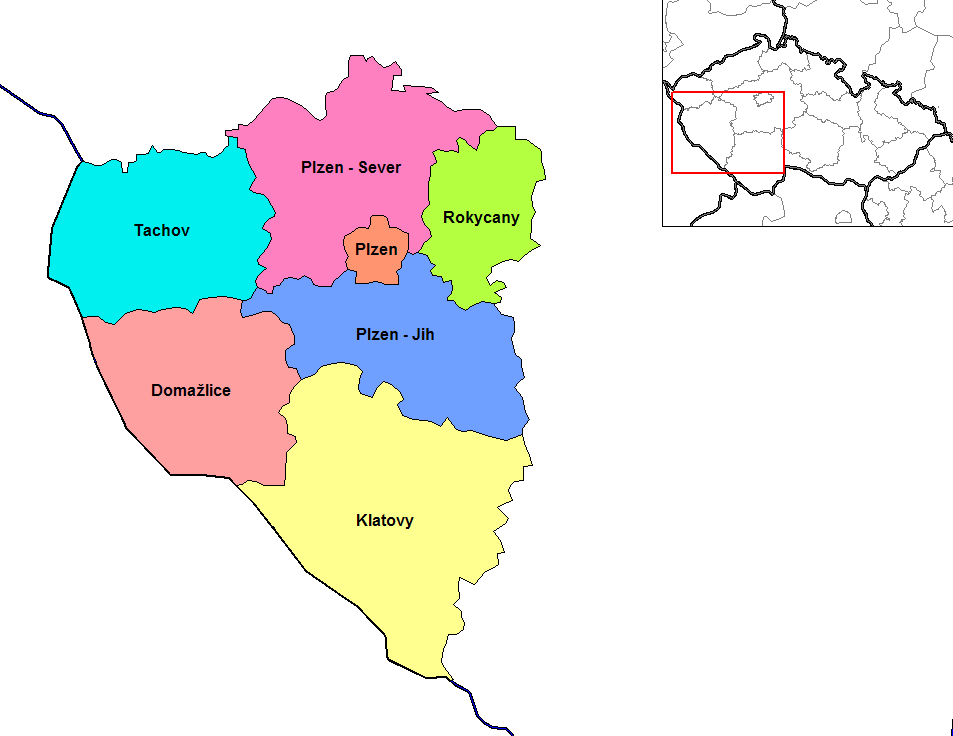
Distretti della regione di Plzen

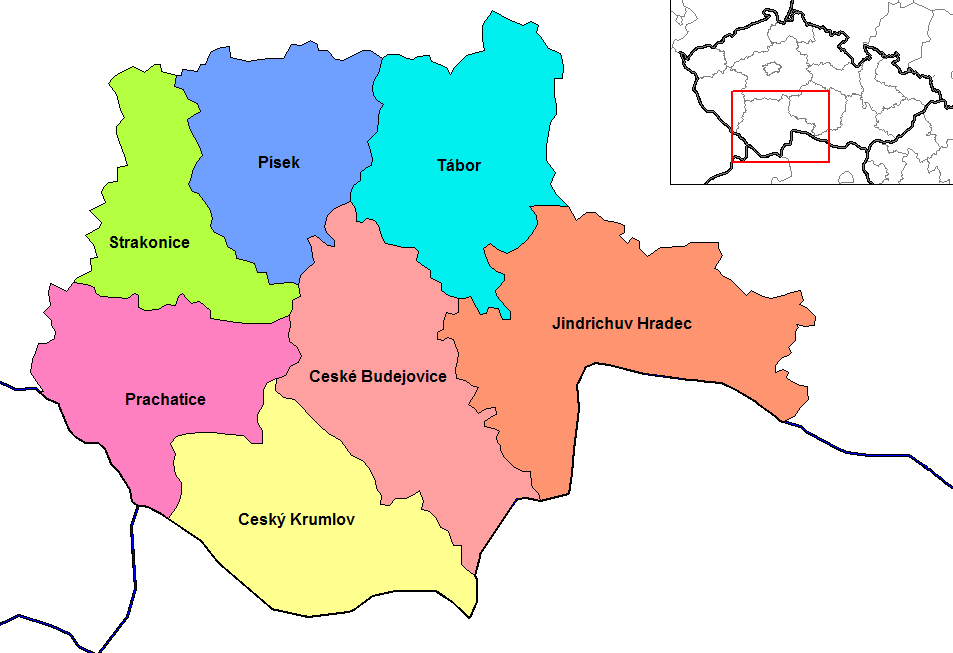
Distretti della Boemia Meridionale

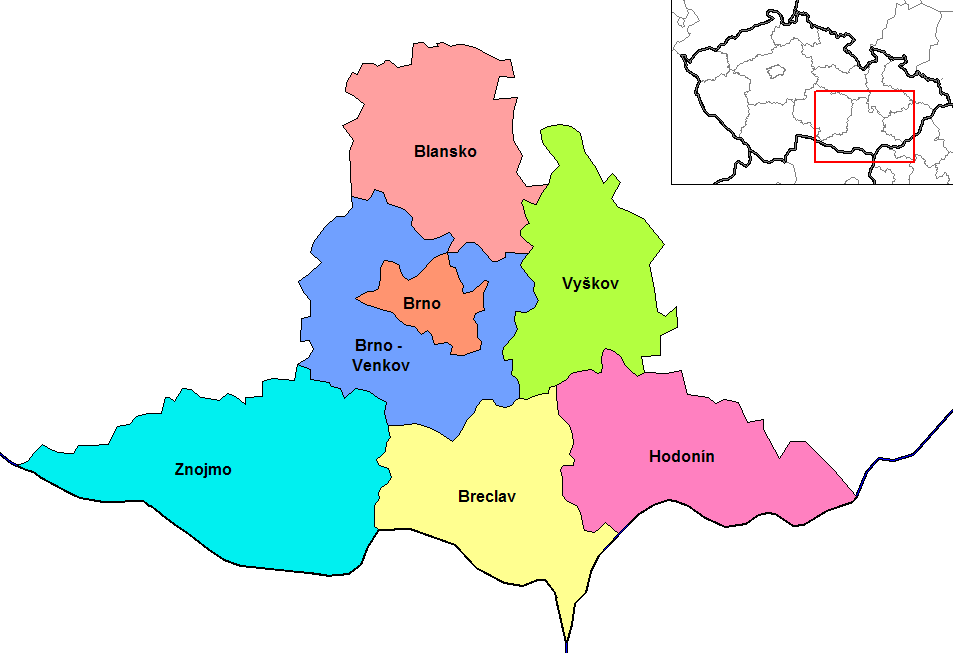
Distretti della Moravia Meridionale

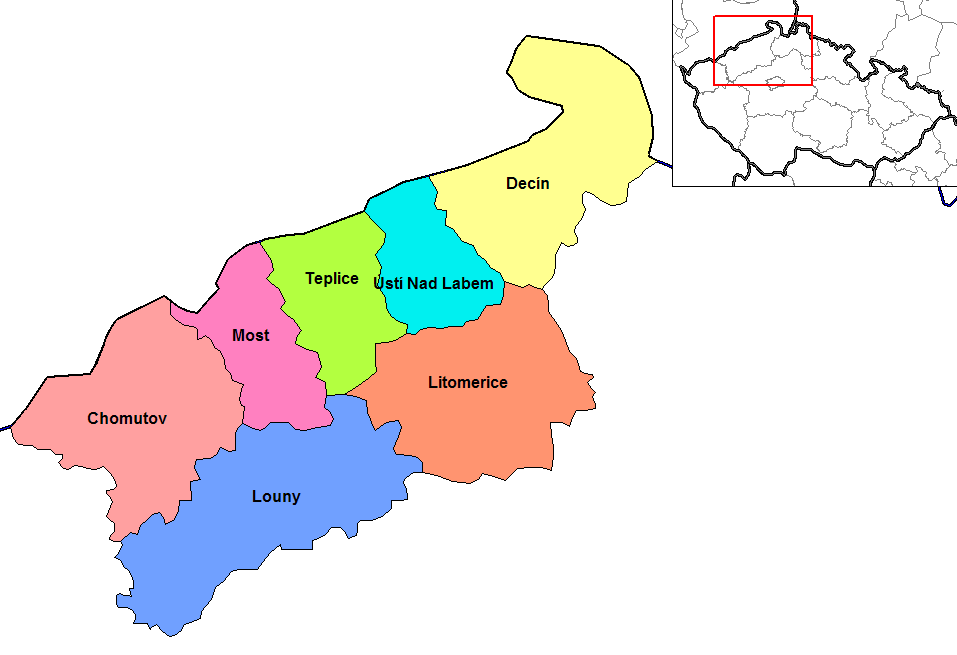
Distretti della regione di Usti nad Labem

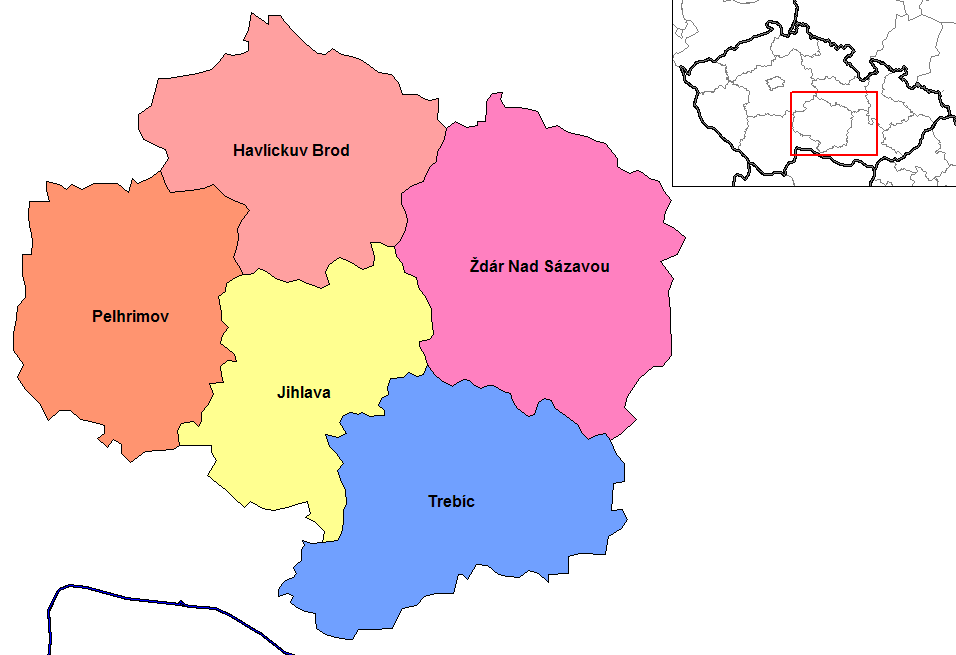
Distretti della regione di Vysocina

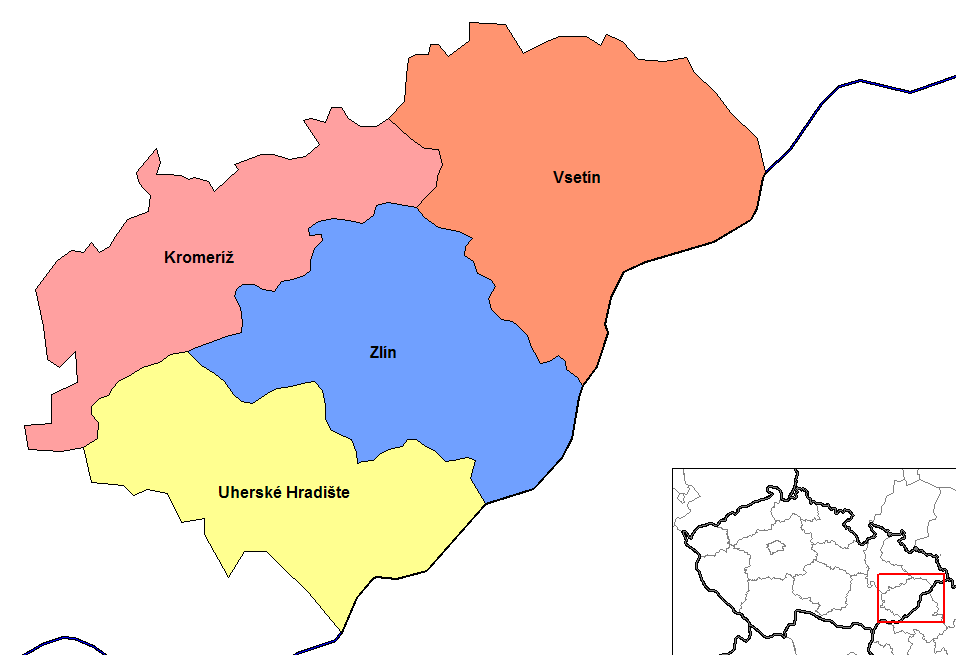
Distretti della regione di Zlín

Regione di Karlovy Vary
| Distretto    | Superficie (km²) | Popolazione (2002) | N° comuni |
| ------------ | ---------------- | ------------------ | --------- |
| Cheb         | 933              | 89.107             | 39        |
| Karlovy Vary | 1628             | 121.886            | 55        |
| Sokolov      | 753              | 93.227             | 38        |

Boemia Centrale
| Distretto           | Superficie (km²) | Popolazione (2002) | N° comuni |
| ------------------- | ---------------- | ------------------ | --------- |
| Benešov             | 1524             | 93.220             | 115       |
| Beroun              | 662              | 76.101             | 85        |
| Kladno              | 692              | 150.181            | 100       |
| Kolín               | 846              | 95.523             | 100       |
| Kutná Hora          | 917              | 73.337             | 88        |
| Mělník              | 712              | 94.868             | 70        |
| Mladá Boleslav      | 1058             | 114.042            | 120       |
| Nymburk             | 876              | 84.784             | 87        |
| Praha-východ (Est)  | 584              | 98.453             | 91        |
| Praha-západ (Ovest) | 586              | 86.777             | 80        |
| Příbram             | 1628             | 107.260            | 120       |
| Rakovník            | 930              | 54.128             | 84        |

Regione di Hradec Králové
| Distretto           | Superficie (km²) | Popolazione (2002) | N° comuni |
| ------------------- | ---------------- | ------------------ | --------- |
| Hradec Králové      | 875              | 159.622            | 101       |
| Jičín               | 887              | 77.368             | 111       |
| Náchod              | 851              | 112.448            | 78        |
| Rychnov nad Kněžnou | 998              | 79.003             | 83        |
| Trutnov             | 1147             | 119.996            | 75        |

Regione di Liberec
| Distretto          | Superficie (km²) | Popolazione (2002) | N° comuni |
| ------------------ | ---------------- | ------------------ | --------- |
| Česká Lípa         | 1137             | 106.411            | 59        |
| Jablonec nad Nisou | 402              | 88.232             | 34        |
| Liberec            | 925              | 158.988            | 57        |
| Semily             | 699              | 74.660             | 65        |

Regione di Moravia-Slesia
| Distretto             | Superficie (km²) | Popolazione (2002) | N° comuni |
| --------------------- | ---------------- | ------------------ | --------- |
| Bruntál               | 1658             | 104.480            | 71        |
| Frýdek-Místek         | 1273             | 226.592            | 77        |
| Karviná               | 347              | 277.244            | 16        |
| Nový Jičín            | 918              | 159.473            | 57        |
| Opava                 | 1144             | 180.769            | 80        |
| Ostrava-město (Città) | 214              | 314.102            | 1         |

Regione di Olomouc
| Distretto | Superficie (km²) | Popolazione (2002) | N° comuni |
| --------- | ---------------- | ------------------ | --------- |
| Jeseník   | 719              | 42.251             | 24        |
| Olomouc   | 1451             | 224.156            | 92        |
| Přerov    | 884              | 138.895            | 104       |
| Prostějov | 770              | 109.524            | 96        |
| Šumperk   | 1316             | 125.924            | 78        |

Regione di Pardubice
| Distretto       | Superficie (km²) | Popolazione (2002) | N° comuni |
| --------------- | ---------------- | ------------------ | --------- |
| Chrudim         | 1030             | 104.748            | 113       |
| Pardubice       | 889              | 160.251            | 115       |
| Svitavy         | 1335             | 101.832            | 113       |
| Ústí nad Orlicí | 1265             | 138.753            | 111       |

Regione di Plzeň
| Distretto           | Superficie (km²) | Popolazione (2002) | N° comuni |
| ------------------- | ---------------- | ------------------ | --------- |
| Domažlice           | 1140             | 58.895             | 86        |
| Klatovy             | 1939             | 87.680             | 95        |
| Plzeň-město (Città) | 125              | 163.791            | 15        |
| Plzeň-jih (Sud)     | 1080             | 68.495             | 90        |
| Plzeň-sever (Nord)  | 1323             | 73.610             | 98        |
| Rokycany            | 575              | 45.574             | 68        |
| Tachov              | 1379             | 51.329             | 51        |

Boemia Meridionale
| Distretto         | Superficie (km²) | Popolazione (2002) | N° comuni |
| ----------------- | ---------------- | ------------------ | --------- |
| České Budějovice  | 1625             | 178.523            | 107       |
| Český Krumlov     | 1615             | 59.817             | 46        |
| Jindřichův Hradec | 1944             | 92.846             | 106       |
| Písek             | 1138             | 70.419             | 76        |
| Prachatice        | 1375             | 51.410             | 65        |
| Strakonice        | 1032             | 69.496             | 112       |
| Tábor             | 1327             | 102.586            | 111       |

Moravia Meridionale
| Distretto              | Superficie (km²) | Popolazione (2002) | N° comuni |
| ---------------------- | ---------------- | ------------------ | --------- |
| Blansko                | 943              | 107.454            | 130       |
| Břeclav                | 1173             | 123.265            | 69        |
| Brno-město (Città)     | 230              | 370.505            | 1         |
| Brno-venkov (Campagna) | 1108             | 161.269            | 137       |
| Hodonín                | 1086             | 158.602            | 81        |
| Vyškov                 | 889              | 114.061            | 81        |
| Znojmo                 | 1637             | 114.061            | 148       |

Regione di Ústí nad Labem
| Distretto      | Superficie (km²) | Popolazione (2002) | N° comuni |
| -------------- | ---------------- | ------------------ | --------- |
| Chomutov       | 935              | 124.744            | 44        |
| Děčín          | 909              | 133.631            | 52        |
| Litoměřice     | 1032             | 114.497            | 105       |
| Louny          | 1118             | 85.830             | 70        |
| Most           | 467              | 116.786            | 26        |
| Teplice        | 469              | 126.635            | 34        |
| Ústí nad Labem | 405              | 117.589            | 23        |

Regione di Vysočina
| Distretto        | Superficie (km²) | Popolazione (2002) | N° comuni |
| ---------------- | ---------------- | ------------------ | --------- |
| Havlíčkův Brod   | 1265             | 94.778             | 120       |
| Jihlava          | 1180             | 108.404            | 121       |
| Pelhřimov        | 1290             | 72.219             | 120       |
| Třebíč           | 1518             | 116.415            | 173       |
| Žďár nad Sázavou | 1672             | 118.216            | 195       |

Regione di Zlín
| Distretto        | Superficie (km²) | Popolazione (2002) | N° comuni |
| ---------------- | ---------------- | ------------------ | --------- |
| Kroměříž         | 799              | 107.852            | 80        |
| Uherské Hradiště | 991              | 143.763            | 78        |
| Vsetín           | 1143             | 145.875            | 59        |
| Zlín             | 1030             | 192.994            | 87        |